# 발포항 (고흥군)
발포항(鉢浦港, Balpo Fishing Port)은 전라남도 고흥군 도화면 발포리에 있는 어항이다. 1991년 3월 1일 국가어항으로 지정되었으며, 개발청은 해양수산부 (서해어업관리단), 관리청은 고흥군이다.

## 연혁
- 발포항은 예전부터 수군의 요충지였으며 포구로써의 이용도가 높은 지역으로 기록되어 있다.[1]
- 고흥군 도화면 발포리는 조선시대에 '발포진성(鉢浦鎭城)'이 자리했던 마을이다. 발포진성은 육지의 군관생활만 해왔던 충무공 이순신 장군이 36세 때인 선조13년(1580년)에 발포만호로 부임해와 수군 지휘관을 처음 맡았던 곳이기도 하다.
- 발포리는 1914년의 행정구역 폐합 당시에 발포진성 안에 있는 마을이라 해서 '내발(內鉢)이라 개명되었다가 1996년에 본래 지명인 발포로 다시 바뀌었다.
- 발포항은 1991년에 국가어항으로 지정되었으며, 기본시설계획은 1992년에 수립되어, 1997년 기본시설이 완공되었으며, 2002년 오동도방파제 실시설계를 실시하여 2004년 완료하였다.

## 어항구역
본 항의 어항구역은 다음과 같다.
- 수역: 청용여 정상을 기점으로 정남으로 500m 점(해상), 이점에서 정서·정동 각 450m 점(해상), 이점에서 정북으로 육지부를 각각 연결하는 선을 따라 형성된 공유수면[2]
- 육역: 전라남도 고흥군 도화면 발포리 547-45 외 5필지(상세내역은 생략)[3]